# Parafia Matki Bożej Różańcowej w Lubniewicach
Parafia Matki Bożej Różańcowej w Lubniewicach – rzymskokatolicka parafia, należąca do dekanatu Sulęcin diecezji zielonogórsko-gorzowskiej, metropolii szczecińsko-kamieńskiej w Polsce, erygowana 1 czerwca w 1951. Mieści się przy ulicy Osadników Wojskowych.